# Église Saint-Cloud de Rhodon
L'église Saint-Cloud est une église catholique située à Rhodon, en France.

## Localisation
L'église est située dans le département français de Loir-et-Cher, sur la commune de Rhodon.

## Historique
Cette église date des XIIe et XIIIe siècles. Elle comporte des peintures murales sur la nef.
L'édifice est classé au titre des monuments historiques en 1930.